# Macropygia arevarevauupa
Macropygia arevarevauupa (горлиця хуахінська) — вимерлий вид голубоподібних птахів родини голубових (Columbidae). Був ендеміком острова Хуахіне в архіпелазі Островів Товариства (Французька Полінезія).

## Історія
Хуахінська горлиця відома за скам'янілим тибіотарсусом, знайденим в 1985 році американським археологом і антропологом Йосікіхо Сіното з Музею імені Берніс Бішоп. Скам'янілість була знайдена при археологічних розкопках давнього поселення Фаахії на півночі острова. Вік скам'янілості становить від 750 до 1250 років. Вид був науково описаний в 1992 році.
Зважаючи на довжину скам'янілої кістки, хуахінська горлиця була найбільшою в роді Довгохвоста горлиця (Macropygia). Вона мала довгі, стрункі ноги, що вказує на те, що вона жила переважно на землі. Імовірно, хуахінська горлиця вимерла через появу на острові полінезійських переселенців та інвазивних видів тварин.